# Conflitto del delta del Niger
Il conflitto del delta del Niger è una lunga serie di scontri e contrasti etno-politici originatisi nei primi anni novanta nella zona del delta del Niger in Nigeria, e protrattisi fino ai giorni nostri.
La causa delle tensioni risiede negli interessi economici contesi tra le multinazionali produttrici di petrolio, il governo nigeriano ed un numero di gruppi etnici della zona del delta che si sono sentiti defraudati e sfruttati, in particolare il gruppo degli Ogoni e quello degli Ijaw, supportati da gruppi paramilitari. I contrasti politici ed etnici sono continuati per tutti gli anni novanta a dispetto della conversione alla democrazia della Nigeria con l'elezione del governo di Obasanjo nel 1999.
La competizione per la conquista dell'oro nero ha portato ad innumerevoli violenze fra gruppi etnici causando la militarizzazione dell'intera regione che è stata occupata da milizie quali l'esercito della Nigeria e forze di polizia (tra cui la Polizia Mobile paramilitare, MOPOL). Le vittime dei crimini legati al conflitto quasi sempre evitano di cercare giustizia con azioni legali a causa della dilagante impunità degli esecutori e dei responsabili di questi abusi dei diritti umani. Ciò ha creato un devastante circolo vizioso di violenza facendo degenerare il conflitto in vere e proprie guerriglie a sfondo etnico permanenti. I conflitti a livello regionale ed a sfondo etnico sono così numerosi e diversificati che è pressoché impossibile e poco pratico farne una catalogazione dettagliata.

## Il petrolio come causa di fondo
La Nigeria, dopo circa quattro decenni di produzione ininterrotta di petrolio, è diventata, dagli inizi degli anni novanta, completamente dipendente a livello economico dall'estrazione petrolifera, generando con la produzione del greggio il 40% del prodotto interno lordo (2000). A dispetto delle incredibili ricchezze generate dal petrolio, i benefici della produzione di questa materia prima hanno toccato marginalmente la popolazione nativa che solo lentamente, dagli anni sessanta in poi, ha cominciato ad abbandonare le campagne e quella che è sempre stata l'attività principale: l'agricoltura.
La produzione annuale di prodotti agricoli è crollata nell'ultimo decennio del XX secolo; la produzione di cacao è diminuita del 43% (la Nigeria era una delle più grandi esportatrici di cacao negli anni sessanta); la produzione del grano è diminuita del 29%, quella del cotone del 65%, quella di arachidi del 64%. A differenza del pur considerevole numero di nigeriani impiegati nell'industria petrolifera, la maggior parte degli strati della popolazione, specialmente di quella del delta del Niger, sono rimasti poveri e degradati esattamente come negli anni sessanta.
Il delta del Niger ha una popolazione stabilmente in crescita stimata in circa 30 milioni di persone (2005), il 23% circa della popolazione totale della Nigeria. La densità abitativa è tra le più alte del mondo con 265 individui per chilometro quadrato (riferimento: Commissione per lo sviluppo del Delta del Niger, NDDC). Questa popolazione si sta espandendo al ritmo del 3% all'anno e la capitale del petrolio, Port Harcourt, sta subendo una enorme crescita urbana. La povertà e l'urbanizzazione hanno portato ad uno stato in cui la corruzione è un fatto acquisito. Lo scenario risultante vede un'incredibile urbanizzazione non accompagnata da sviluppo economico; di qui la disoccupazione a livelli intollerabili. La popolazione è stata forzata a distruggere lo stesso ecosistema che era basilare per il suo sostentamento.

## Il caso degli Ogoni (1992-1995)
La zona del gruppo etnico degli Ogoni è un'area di 404 miglia quadrate situata nel sud-est del delta del Niger. Giacimenti di petrolio furono scoperti nelle terre degli Ogoni nel 1957, appena un anno dopo la scoperta del primo deposito di greggio di tutta la Nigeria. Ciò ha portato, nei due decenni successivi, la Shell e la Chevron ad insediarsi stabilmente nella regione. Gli Ogoni, una minoranza etnica di circa mezzo milione di individui, sono stati costretti ad abbandonare le terre di origine per far posto alle multinazionali senza nessun preavviso o consultazione preventiva.
Questa azione è stata supportata inoltre da una legge costituzionale che ha reso il governo nigeriano l'unico proprietario e l'unico detentore dei diritti di tutto il territorio nigeriano; il compenso per l'abbandono delle terre di origine sarebbe stato valutato in base al valore dei raccolti prodotti nella regione al tempo dell'acquisizione e non sul valore effettivo degli stessi appezzamenti. Il governo nigeriano avrebbe poi potuto distribuire le terre alle compagnie petrolifere, calpestando ogni forma di diritto umano e scatenando la scintilla per gli attuali conflitti, etnici e non.
Gli anni settanta e ottanta videro le promesse a vuoto del governo fatte al popolo del delta sui benefici per la popolazione di un futuro sviluppo economico della regione. L'insoddisfazione degli Ogoni crebbe rapidamente, ed il tessuto sociale ed economico locale cominciò un irreversibile processo di distruzione. In questo contesto, fu creato nel 1992 il Movimento per la Sopravvivenza del Popolo Ogoni (MOSOP, dall'inglese Movement for the Survival of the Ogoni People). Il MOSOP, supportato dai principali artisti e autori ogoni, tra cui Ken Saro-Wiwa, divenne presto popolarissimo rappresentando il popolo degli Ogoni nella loro battaglia contro l'abuso dei diritti umani e dell'ambiente naturale della regione. Gli obiettivi primari furono subito ben chiari: contrastare, nel processo di assoggettamento della regione da parte di corporazione straniere, il governo nigeriano e la compagnia petrolifera Shell.

Bandiera degli Ogoni creata da Ken Saro-Wiwa

Nel dicembre del 1992, il conflitto tra gli Ogoni e le corporazioni straniere arrivò ad un punto di tensione altissimo. Entrambe le parti si produssero in un'escalation caratterizzata da gravi episodi di violenza. Il MOSOP lanciò un ultimatum alle compagnie petrolifere Shell, Chevron e alla Corporazione Petrolifera Nazionale Nigeriana (NNPC); si richiedevano la somma di dieci miliardi di dollari in royalties per la compensazione dei danni, un immediato stop alla degradazione ambientale causata in primis dall'inquinamento delle industrie e l'avvio di un tavolo di concertazione per tutti i futuri accordi sullo sfruttamento del sottosuolo.
Con questa clamorosa azione, gli Ogoni cominciarono a focalizzare i loro obiettivi non più sul governo nigeriano, ma direttamente sulle multinazionali estere, negando, di fatto, il ruolo stesso delle autorità nigeriane. Il governo rispose rendendo vietate tutte le manifestazioni pubbliche contro l'estrazione petrolifera della regione dichiarando che tutte le attività tese a disturbare la produzione di greggio in Nigeria sarebbero state considerate alto tradimento. L'estrazione petrolifera subì comunque un forte rallentamento arrivando a una produzione giornaliera di circa 10 000 barili (5% della produzione totale).
L'escalation della repressione militare arrivò al culmine nel maggio del 1994: il 21 maggio, soldati e reparti della Polizia Mobile eseguirono blitz in tutti i villaggi Ogoni e quattro capi ogoni furono uccisi; le forze occupanti, guidate dal maggiore Paul Okuntimo della Sicurezza Interna dello Stato di Rivers, dichiararono di essere alla ricerca dei responsabili per i quattro omicidi. Saro-Wiwa fu in seguito ritenuto connesso in qualche modo agli omicidi. Amnesty International etichettò questo atto di polizia come terrorismo puro. A giugno dello stesso anno, 30 villaggi ogoni erano stati completamente distrutti, 600 persone arrestate, e 40 persone uccise; in seguito furono calcolati 100 000 rifugiati e 2 000 morti tra civili.
Nel maggio del 1994, nove attivisti del movimento, conosciuti poi come "I nove Ogoni", tra cui Ken Saro-Wiwa, furono arrestati e accusati di incitamento all'omicidio a seguito dei quattro ogoni ammazzati nel corso dei blitz. Saro-Wiwa e i suoi fedelissimi negarono le accuse ma furono imprigionati per oltre un anno prima di essere riconosciuti colpevoli ed essere condannati a morte da un tribunale speciale il 10 novembre 1995. La condanna fu eseguita per tutti e nove gli imputati con impiccagione. Le esecuzioni ebbero un'eco internazionale. Il processo fu aspramente criticato dalle organizzazioni per i diritti umani e dai governi internazionali.
Il Commonwealth delle Nazioni sospese l'unione della Nigeria all'organizzazione. Gli Stati Uniti, il Regno Unito e i governi europei implementarono forti sanzioni delle quali nessuna ebbe impatti significativi sulla produzione del petrolio. Nel 2001 Greenpeace affermò in un reportage che i due testimoni che accusarono Saro-Wiwa e gli altri attivisti in seguito ammisero di essere stati pagati dalla Shell e dalle autorità nigeriane. La Shell ammise di aver dato denaro ai militari nigeriani che avevano brutalmente messo fuori causa le voci che chiedevano giustizia. La situazione oggi per gli Ogoni è migliorata, grazie anche alla transizione ad uno Stato democratico nigeriano avvenuta nel 1999. Comunque, nessun tentativo è stato mai intrapreso dal governo o da un'istituzione internazionale per portare giustizia e fare chiarezza a seguito degli avvenimenti del 1994.

## Il conflitto Ijaw-Itsekiri (1997)
Nella seconda metà degli anni novanta ci fu un aumento delle tensioni tra i militanti del gruppo etnico Ijaw, il più grande di tutta la regione del delta con una popolazione di oltre sette milioni, e quelli degli Itsekiri, composti da soli 450 000 individui. Il conflitto tra i due gruppi si è rivelato particolarmente intenso nella città di Warri. Gli Ijaw e gli Itsekiri hanno vissuto gli uni accanto agli altri per secoli, quasi sempre in modo armonioso. Durante il XVI secolo, gli Itsekiri hanno avuto i loro primi contatti con commercianti europei e molto facilmente acquisirono la cultura europea e le conoscenze necessarie per trarre vantaggi dagli scambi commerciali; fino all'arrivo della National Africa Company (in seguito denominata Royal Niger Company) di Sir George Taubman Goldie, nel 1879, gli Itsekiri monopolizzavano il commercio con gli europei in tutta la regione del delta del Niger. Il successo degli Itsekiri e la loro posizione predominante agli occhi dello straniero, ha, di fatto, provocato un senso di odio e risentimento "storico" negli Ijaw.
L'indipendenza dal regno Unito non ha poi portato, come ci si aspettava, a una diminuzione delle tensioni tra i due gruppi. La scoperta delle immense riserve petrolifere nel sottosuolo del delta, negli anni cinquanta, ha infine portato nuovi motivi di contrasto, tra i quali il diritto di possesso delle terre, pubblicizzate all'epoca come nuove "terre dell'oro". La rivalità tra le due etnie non è sfociata in un vero e proprio conflitto armato fino alla morte del generale Sani Abacha nel 1997. Altre motivazioni riguardavano l'allocazione dei profitti riguardanti la cessione degli appezzamenti di terreno al governo: gli Ijaw contestavano il fatto che la distribuzione degli stessi appezzamenti non rispecchiava il reale numero di compensi attribuiti all'etnia Itsekiri. In special modo è stato oggetto di contesa il controllo della città di Warri, la più grande area metropolitana dello Stato di Delta. I gruppi degli Ijaw, degli Itsekiri e degli Urhobo reclamavano ognuno la propria "sovranità" nella regione, dichiarando che il controllo della stessa sarebbe dovuto finire nelle mani della "vera" popolazione indigena.

## Le agitazioni degli Ijaw (1998-1999)
Nel dicembre del 1998 la All Ijaw Youths Conference si concentrò sulla questione delle risorse petrolifere e del loro controllo e formò lo Ijaw Youth Council (IYC, "Congresso dei Giovani Ijaw") rendendo la dichiarazione pubblica di Kaiama, concernente la perdita del controllo delle terre di origine in favore delle multinazionali estere. In una lettera aperta alle compagnie, gli Ijaws chiesero alle multinazionali di sospendere le operazioni dal territorio Ijaw. L'IYC dichiarò di "combattere pacificamente per la libertà, l'auto-determinazione e l'equilibrio ambientale" e che si apprestava a "sostenere una campagna di celebrazione, preghiera e azione diretta". L'operazione Climate Change ("cambio climatico") ebbe inizio il 28 dicembre. Due navi da guerra e circa 10-15 000 militari nigeriani occuparono gli Stati di Bayelsa e Delta appena l'IYC si mobilitò per l'operazione. I soldati entrarono nella capitale di Bayelsa, Yenagoa.
Nella mattina del 30 dicembre 2 000 giovani si impegnarono in una processione per le strade di Yenagoa, vestiti tutti di nero, ballando e cantando. I soldati aprirono il fuoco con fucili automatici, mitragliatrici e gas lacrimogeno uccidendo tre protestanti e arrestandone 25. Dopo una richiesta a vuoto da parte dei dimostranti per la liberazione dei detenuti, ne furono uccisi altri tre, inclusi Nwashuku Okeri e Ghadafi Ezeifile. I militari dichiararono lo stato di emergenza in tutto lo Stato di Bayelsa, imponendo il coprifuoco e vietando gli assembramenti pubblici. Ai blocchi stradali, molti residenti furono malmenati o arrestati. Nella notte i soldati invasero le case dei civili, terrorizzando i residenti. Il 4 gennaio 1999 circa un migliaio di soldati attaccò Opia e Ikiyan, due comunità Ijaw nello Stato di Delta.
Bright Pablogba, un leader storico di Ikiyan, che arrivò per negoziare con i militari, fu ucciso insieme a un'altra dozzina di persone, tra cui una bambina di sette anni. Delle circa mille persone che abitavano nei due villaggi, 4 sono state trovate morte mentre 62 sono risultate disperse dopo gli attacchi. Gli stessi militari distrussero le attrezzature per la pesca, uccisero bestiame e distrussero chiese e luoghi di culto. L'operazione Climate Change continuò: furono distrutte riserve di petrolio per tutto il 1999 nel territorio Ijaw. Nel contesto del conflitto tra gli Ijaw e il Governo Federale Nigeriano, i militari furono responsabili del massacro di Odi, in cui furono uccisi centinaia, se non migliaia, di Ijaw.

## La creazione della Commissione per lo sviluppo del Delta del Niger (2000)
La Commissione per lo sviluppo del Delta del Niger (NDDC, Niger Delta Development Commission) fu stabilita dal presidente Olusegun Obasanjo con il solo mandato di sviluppare a livello economico la regione del delta del Niger. Dalla sua inaugurazione, la NDDC si è concentrata soprattutto sullo sviluppo di infrastrutture sociali e di rimedi per l'inquinamento portato dall'estrazione petrolifera.

## L'emergenza dei gruppi armati nella regione del delta (2003-2004)
Le agitazioni a sfondo etnico e i conflitti degli ultimi anni novanta contribuirono a una diffusa disponibilità di armi da parte della popolazione locale favorendo, di fatto, una militarizzazione della regione. Da questo periodo, ufficiali locali e statali furono coinvolti nel supporto, economico e politico, a tutti quei gruppi paramilitari che credevano potessero contrastare il proprio cammino. Prima del 2003, l'epicentro delle violenze era Warri. Dopo la convergenza dei più grandi gruppi militari della regione, la Forza volontaria popolare del Delta del Niger (NDPVF) guidata da Mujahid Dokubo-Asari e la Niger Delta Vigilante (NDV), guidata da Ateke Tom, i conflitti si concentrarono in Port Harcourt e nei villaggi circostanti. I due gruppi raccoglievano una pletora di piccole milizie, circa un centinaio. Questi gruppi hanno adottato nomi in parte basati sulla cultura occidentale, come Icelanders (Islandesi), Greenlanders (Groenlandesi), KKK, Vultures (Avvoltoi). Sono in larga parte costituiti da giovani dei sobborghi e della aree urbane di Warri e Port Harcourt.
Sebbene siano autonomi, molti di loro hanno stretto alleanze e sono controllati quasi tutti dal NDPDF o dal NDV. Il NDPVF è stato fondato da Asari, un ex-presidente dello Ijaw Youth Council che nel 2003 "ritornò sui propri passi" formando un gruppo di azione con l'unico scopo di acquisire il controllo delle risorse petrolifere. Il NDPVF ha provato a prendere il controllo dei giacimenti soprattutto attraverso azioni di "bunkering", un processo in cui le condutture del greggio vengono tappate provocando la fuoriuscita del petrolio in una chiatta. Il bunkering è illegale sia per il governo che per le corporazioni straniere ma viene di norma giustificato dalle milizie che si reputano sfruttate e non pagate in modo adeguato. Il petrolio trafugato può infatti essere rivenduto, il più delle volte con destinazione Africa orientale, ma anche all'estero. Il "bunkering" è oggi una pratica comune nelle regioni del delta.
Un intenso confronto tra il NDPVF e il NDV è stato causato dal rapporto di natura finanziaria tra Asari e il governatore dello Stato di Rivers, Peter Odili (eletto nel 2003). Dopo l'aspra critica pubblica di Asari a seguito delle elezioni, per lui portate avanti in modo fraudolento, il governo Odili ha cominciato a finanziare il NDV di Tom, lanciando, di fatto, una campagna di natura paramilitare nei confronti del NDPVF. Questa situazione ha portato a numerose violenze occorse nei villaggi a sud di Port Harcourt, con i due gruppi che si sono combattuti per il controllo dei siti di bunkering. I contrasti sono poi sfociati in una vera e propria guerra civile con numerosi morti anche tra i civili, che ha causato il blocco di numerose attività sociali, come le scuole e le attività economiche. La campagna governativa contro il NDPVF ha portato Asari a porsi in modo più populista alla gente, con atteggiamenti anti-governativi e tentativi di basare il conflitto in termini di scontro tra nazionalismo Ijaw e auto-determinazione delle popolazioni locali.
Conseguentemente il governo dello Stato di Rivers ha collocato le forze della Polizia mobile, dell'esercito nigeriano e della Marina in Port Harcourt, nel giugno 2004, nel chiaro tentativo di opporsi al NDPVF. Le forze governative hanno collaborato con il NDV, proteggendo anche fazioni del gruppo dagli attacchi del NDPVF e sono state poi accusate di aver usato il conflitto come scusa per razziare le case dei villaggi, dichiarando che i civili erano complici del NDPVF. Quest'ultimo, dal suo canto, ha accusato i militari di condurre attacchi aerei contro villaggi di civili inermi accusati essere membri o quantomeno complici del gruppo di Asari. La brutalità dello scontro è precipitata in molte situazioni e molti civili innocenti ci hanno rimesso la vita. Dal settembre del 2004 la situazione si è aggravata ulteriormente catturando l'attenzione della comunità internazionale.

### La crisi petrolifera
Dopo il lancio di una missione per la distruzione totale del NDPVF, approvata ufficialmente dal presidente Olusegun Obasanjo nel settembre del 2004, Asari ha dichiarato guerra totale allo Stato nigeriano e alle multinazionali straniere, annunciando la distruzione delle attrezzature per l'estrazione. Questo ha causato una crisi petrolifera quando, il 26 settembre 2004, la Shell ha dovuto evacuare 235 membri del personale da due basi estrattive, portando la produzione di greggio a soli 30 000 barili al giorno. I giorni seguenti sono stati caratterizzati da una serie di eventi conosciuti come la "crisi petrolifera nigeriana".

## Il Movimento per l'Emancipazione del Delta del Niger (2005 e 2006)
Negli anni 2005 e 2006, nel contesto del conflitto nel delta del Niger, ha fatto la propria comparsa il Movimento per l'Emancipazione del Delta del Niger, gruppo militante caratterizzato da un'organizzazione forte e da obiettivi precisi, quali la liberazione della regione dalle multinazionali straniere e il controllo delle ricchezze del sottosuolo da parte delle popolazioni native considerate legittime. In questo contesto, vengono tutt'oggi portati a compimento attacchi di guerriglia di varia natura tra i quali distruzione di oleodotti e sequestri di personale di compagnie petrolifere.

## La repressione del governo (2008)
Nell'agosto del 2008, il governo nigeriano lanciò una massiccia repressione militare contro i militanti. Le forze governative pattugliarono le acque e diedero la caccia ai militanti. Perquisirono tutte le imbarcazioni civili a caccia di armi e fecero numerose irruzioni nei nascondigli dei militanti.

## L'offensiva contro il MEND e l'amnistia (2009)
Il 15 maggio 2009, Il governo diede il via ad un'operazione militare, attuata da una Joint Task Force (JTF), contro i militanti del Mend. L'operazione era la risposta al rapimento di soldati nigeriani e marinai stranieri nella regione del Delta. Migliaia di nigeriani abbandonarono i loro villaggi e si stimarono centinaia di morti a causa dell'offensiva. Il 26 giugno 2009, il governo nigeriano annunciò che avrebbe concesso l'amnistia e l'indulto incondizionato ai militanti nel Delta del Niger, una possibilità che sarebbe durata per 60 giorni a partire dal 6 agosto 2009 fino al 4 ottobre 2009. L'ex presidente nigeriano Umaru Musa Yar'Adua firmò l'amnistia, previa consultazione con il Consiglio Nazionale di Stato. Durante il periodo di 60 giorni i guerriglieri avrebbero dovuto consegnare le armi al governo e iniziare una formazione e una riabilitazione attuata dal governo. Nel corso di tale periodo, diversi militanti consegnarono le armi e si arresero.